# Paramohunia notata
Paramohunia notata är en insektsart som beskrevs av Li och Chen 1999. Paramohunia notata ingår i släktet Paramohunia och familjen dvärgstritar. Inga underarter finns listade i Catalogue of Life.